# Tóth Zolka
Tóth Zolka névvariáns: Tóth Zoltán László (Debrecen, 1974. december 23. –) magyar színész.

## Életpályája
A nyíregyházi Sipkay Barna Kereskedelmi Szakközépiskolában érettségizett. Verebes István igazgatása alatt, 1993-tól a Móricz Zsigmond Színház stúdiójában tanulta a színészmesterséget, Megyeri Zoltán osztályában. 1996-tól szabadúszóként musicalekben szerepelt. 1999-ben Tasnádi Csaba hívására visszatért Nyíregyházára, 2000-től a Móricz Zsigmond Színház társulatának tagja. 
A magánéletben Széles Zita színésznő a párja.

## Fontosabb színházi szerepei
- William Shakespeare: Macbeth... MacDuff
- William Shakespeare: Ahogy nektek tetszik... Amiens (a száműzött herceg énekese)
- William Shakespeare: Lear király... A burgundi fejedelem
- William Shakespeare: Szeget szeggel... Bunkó (együgyü rendőr); Péter (szerzetes)
- William Shakespeare: Coriolanus... Nicanor (római hírnök)
- William Shakespeare: Romeo és Júlia... Péter (Júlia dajkájának szolgája)
- Molière: Don Juan... Koldus, Püspök, Gusman, Násznép, 3., Vendég 3.
- Pierre-Augustin Caron de Beaumarchais: Figaro házassága, avagy egy őrült nap... Pedrillo (a Gróf lovásza)
- Carlo Goldoni: A hazug... Brighella
- Carlo Goldoni: Chioggiai csetepaté... Titta Nane
- Friedrich Schiller: Don Carlos... Domingo
- Szophoklész: Oidipusz... Thébaiak
- Fjodor Mihajlovics Dosztojevszkij: Ördögök... Erkel
- Anton Pavlovics Csehov: Platonov... ifj. Vengerovics
- Henrik Ibsen: Peer Gynt... Aslak kovács, Manó 1., Von Eberkopf, Huhu, malabár nyelvújító, kormányos, gyászruhás férfi
- Bertolt Brecht: A szecsuáni jólélek... Asztalos; Munkanélküli
- Bertolt Brecht: Kurázsi mama és gyermekei... Az őrmester
- Arthur Miller: Az ügynök halála... Howard Wagner
- Federico García Lorca: Vérnász... Első fiú
- Gabriel García Márquez: Száz év magány... A kereskedő
- Bohumil Hrabal: Sörgyári Capriccio... Boda Cervinka (mesterfodrász)
- Peter Shaffer: Amadeus... II. József (Ausztria császára)
- Peter Shaffer: Black comedy... Harold Gorringe
- Georges Feydeau: A hülyéje... Max
- Ray Cooney: Család ellen nincs orvosság... Dr. Mike Connolly
- Ray Cooney: A miniszter félre lép... Hulla
- Neil Simon: Furcsa pár... Murray
- Frederick Knott: Várj, míg sötét lesz!... Roat (úriember, de nem talpig)
- Max Frisch: Biedermann és a gyújtogatók... A filozófia doktora (Az Alak)
- Claude Magnier: Oscar... Philippe, masszőr
- Martin McDonagh: A kripli... Bobby-baba
- Martin McDonagh: Alhangya... Christy
- Frederick Knott: Várj, míg sötét lesz... Roat
- Danny Rubin – Tim Minchin: Idétlen időkig... Larry
- Molnár Ferenc: Liliom... Liliom
- Molnár Ferenc: A Pál utcai fiúk... Csetneky úr
- Molnár Ferenc: Az ördög... András
- Molnár Ferenc: Az üvegcipő... Fényképész
- Szép Ernő: Lila ákác... Sréth
- Lengyel Menyhért: A waterloói csata... Romberger (a Világfilm igazgatója)
- Móricz Zsigmond: Úri muri... Malmosy
- Móricz Zsigmond: Pillangó... Hitves András
- Lengyel Menyhért: Lenni vagy nem lenni... Rowicz
- Rejtő Jenő: Az ellopott futár... Szivar
- Szabó Magda – Egressy Zoltán: Tündér Lala... Aterpater
- Gádor Béla – Tasnádi István: Othello Gyulaházán... Mókuci (bennfentes)
- Sütő András: A szuzai menyegző... Philipposz
- Szakonyi Károly: Adáshiba... Emberfi
- Spiró György: Koccanás... Belemenő (Törzs)
- Erdős Virág: Merénylet... szereplő
- Egressy Zoltán: Idősutazás... Kurátor
- Egressy Zoltán: Fafeye, a tenger ész... Kikiáltó
- Dragomán György: Kalucsni... Költöztető, szekus
- Visky András: Fényárnyék... Bogarak bölcse lámpásbogár
- Zalán Tibor: Rettentő görög vitéz... Szinisz, Szkirón
- Kardos Tünde: OZ, a nagy varázsló... Oroszlán
- Onder Csaba – Antal Balázs: Tirpákia Tündérkert... Rezeda Károly (színész)
- Olt Tamás – Váradi R. Szabolcs: Új stílusgyakorlatok... szereplő
- Lőrinczy Attila: Balta a fejbe... Bitó (Első bérgyilkos)
- Patricia Resnick – Dolly Parton: 9-től 5-ig... Dick
- John Kander – Fred Ebb: Chicago... Amos Hart
- Jerry Herman – Harvey Fierstein: Őrült nők ketrece... Jacob, szobalány
- Thornton Wilder – Michael Stewart – Jerry Herman: Hello, Dolly!... Ambrose Kemper
- Presser Gábor – Sztevanovity Dusán – Horváth Péter: A padlás... Detektív
- Dés László – Geszti Péter – Békés Pál: A dzsungel könyve... Majomkirály
- Fenyő Miklós – Tasnádi István: Made in Hungária... Csipu (szaxi és egyebek)
- Fenyő Miklós – Tasnádi István:  Aranycsapat... Angyal Gyuri
- Zerkovitz Béla: Csókos asszony... Ibolya Ede
- Eisemann Mihály: Fekete Péter... Hajnal Lukács (fiatal vállalkozó)
- Kálmán Imre: Csárdáskirálynő... Kaucsiánó Bonifác gróf
- Kovács Kristóf: Csontzene... szereplő
- Szákás Tóth Péter: Mihasznák... Ács II. Vén ördög II., Medve

## Filmek, tv
- William Shakespeare: Macbeth (színházi előadás tv-felvétele, 2019)
- Lélekpark (2021)... Taxisofőr